# استارویانبایوو
استارویانبایوو (به لاتین: Staroyanbayevo) یک منطقهٔ مسکونی در روسیه است که در باشقیرستان واقع شده‌است.